# Avesnes-le-Comte
Avesnes-le-Comte és un municipi francès situat al departament del Pas de Calais i a la regió dels Alts de França. L'any 2007 tenia 2.072 habitants.

## Demografia

### Població
El 2007 la població de fet d'Avesnes-le-Comte era de 2.072 persones. Hi havia 796 famílies de les quals 215 eren unipersonals (80 homes vivint sols i 135 dones vivint soles), 239 parelles sense fills, 290 parelles amb fills i 52 famílies monoparentals amb fills.
La població ha evolucionat segons el següent gràfic:
Habitants censats

### Habitatges
El 2007 hi havia 861 habitatges, 809 eren l'habitatge principal de la família, 6 eren segones residències i 46 estaven desocupats. 766 eren cases i 92 eren apartaments. Dels 809 habitatges principals, 463 estaven ocupats pels seus propietaris, 331 estaven llogats i ocupats pels llogaters i 15 estaven cedits a títol gratuït; 26 tenien una cambra, 37 en tenien dues, 134 en tenien tres, 200 en tenien quatre i 412 en tenien cinc o més. 588 habitatges disposaven pel capbaix d'una plaça de pàrquing. A 368 habitatges hi havia un automòbil i a 280 n'hi havia dos o més.

### Piràmide de població
La piràmide de població per edats i sexe el 2009 era:
| Homes | Edats   | Dones |
| ----- | ------- | ----- |
| 1     | 95 o +  | 1     |
| 0     | 90 a 94 | 4     |
| 1     | 85 a 89 | 14    |
| 8     | 80 a 84 | 15    |
| 26    | 75 a 79 | 29    |
| 21    | 70 a 74 | 57    |
| 41    | 65 a 69 | 37    |
| 27    | 60 a 64 | 35    |
| 49    | 55 a 59 | 41    |
| 104   | 50 a 54 | 96    |
| 77    | 45 a 49 | 91    |
| 61    | 40 a 44 | 77    |
| 81    | 35 a 39 | 41    |
| 55    | 30 a 34 | 69    |
| 86    | 25 a 29 | 60    |
| 97    | 20 a 24 | 49    |
| 59    | 15 a 19 | 90    |
| 80    | 10 a 14 | 63    |
| 64    | 5 a 9   | 64    |
| 58    | 0 a 4   | 48    |

## Economia

### Salaris i ocupació
El 2007 el salari net horari mitjà era 10 €/h en el cas dels alts càrrecs era de 19,1 €/h
(19,2 €/h els homes i €/h les dones), el dels professionals intermedis 12,8 €/h (13,6 €/
h els homes i 11,3 les dones), el dels empleats 8,8 €/h (10 €/h els homes i 8,7 €/h les
dones) i el dels obrers 8,6 €/h (8,9 €/h els homes i 6,5 €/h les dones).
El 2007 la població en edat de treballar era de 1.400 persones, 974 eren actives i 426 eren inactives. De les 974 persones actives 897 estaven ocupades (528 homes i 369 dones) i 77 estaven aturades (33 homes i 44 dones). De les 426 persones inactives 126 estaven jubilades, 129 estaven estudiant i 171 estaven classificades com a «altres inactius».

### Ingressos
El 2009 a Avesnes-le-Comte hi havia 819 unitats fiscals que integraven 2.083,5 persones, la mediana anual d'ingressos fiscals per persona era de 14.759 €.

### Activitats econòmiques
Dels 116 establiments que hi havia el 2007, 2 eren d'empreses extractives, 5 d'empreses alimentàries, 3 d'empreses de fabricació d'altres productes industrials, 11 d'empreses de construcció, 26 d'empreses de comerç i reparació d'automòbils, 7 d'empreses de transport, 6 d'empreses d'hostatgeria i restauració, 1 d'una empresa d'informació i comunicació, 7 d'empreses financeres, 5 d'empreses immobiliàries, 5 d'empreses de serveis, 21 d'entitats de l'administració pública i 17 d'empreses classificades com a «altres activitats de serveis».
Dels 38 establiments de servei als particulars que hi havia el 2009, 1 era una oficina d'administració d'Hisenda pública, 1 gendarmeria, 1 oficina de correu, 3 oficines bancàries, 2 funeràries, 4 tallers de reparació d'automòbils i de material agrícola, 1 taller d'inspecció tècnica de vehicles, 2 autoescoles, 3 paletes, 1 guixaire pintor, 3 fusteries, 2 lampisteries, 6 perruqueries, 1 veterinari, 3 restaurants, 2 agències immobiliàries, 1 tintoreria i 1 saló de bellesa.
Dels 16 establiments comercials que hi havia el 2009, 2 eren supermercats, 2 fleques, 3 carnisseries, 1 una peixateria, 3 botigues de roba, 1 una sabateria, 1 una botiga d'electrodomèstics, 1 una botiga de material de revestiment de parets i terra, 1 una perfumeria i 1 una joieria.
L'any 2000 a Avesnes-le-Comte hi havia 9 explotacions agrícoles que ocupaven un total de 256 hectàrees.

## Equipaments sanitaris i escolars
El 2009 hi havia 2 farmàcies i 1 ambulància.
El 2009 hi havia 1 escola maternal i 2 escoles elementals. Avesnes-le-Comte disposava d'un col·legi d'educació secundària amb 401 alumnes.

## Poblacions més properes
El següent diagrama mostra les poblacions més properes.